# Взлёт (фильм, 1979)
«Взлёт» — двухсерийный художественный фильм, снятый режиссёром Саввой Кулишом в 1979 году. В ленте, рассказывающей о судьбе основоположника теоретической космонавтики Константина Циолковского, главную роль сыграл поэт Евгений Евтушенко.
На XI Московском международном кинофестивале (1979) картина была удостоена Серебряной премии.

## Сюжет

### 1-я серия
Школьный учитель Константин Эдуардович приносит на урок прибор. Опыт заканчивается взрывом. В аптеке, куда Циолковский приходит за йодом и серной кислотой, он знакомится с провизором Сергеем Ивановичем Паниным (Альберт Филозов). Разговор о возможности «расшатать атом» сближает молодых людей. Панин на долгие годы становится одним из самых близких Циолковскому людей.
Проекты построения аэростата Константин Эдуардович периодически посылает в Русское физико-техническое общество Санкт-Петербурга. Ответы приходят стандартные: практического значения идея не имеет, в субсидировании отказать. Веру в то, что за управляемыми аэростатами — будущее, в Циолковском поддерживает физик Столетов, однако оказать непосредственную помощь учёному-самоучке он не может.
Годы идут, количество отказов достигает нескольких десятков, «научная лаборатория» Константина Эдуардовича по-прежнему размещается в сарае.
О своей жене Варваре Евграфовне (Лариса Кадочникова) Циолковский отзывается как о «целебном эликсире». В семье один за другим рождаются дети. Надежда отца — сын Игнатий, которого учёный считает самым талантливым. Однако Игнатий в разговоре признаётся сестре Любе, что идеи отца его раздражают. Однажды юноша приносит газету со статьёй, рассказывающей, что в Берлине уже построили дирижабль. Циолковский, пребывая в отчаянии от собственного бессилия, громит свою мастерскую. Спустя некоторое время Игнатий уезжает учиться в Петербург.
Начинается XX век.

### 2-я серия
Из Петербурга приходит телеграмма, извещающая, что Игнатий погиб. Раздавленный горем Циолковский несколько суток пребывает в забытье. Едва приходит в себя — в доме появляются полицейские, чтобы арестовать дочь Любу за связь с революционерами. Варвара Евграфовна умоляет мужа сходить вместе с ней в церковь на пасхальное богослужение. Но и во время службы Циолковский продолжает мысленно вести расчёты. Сбежав из церкви, он спешит к Панину, чтобы поделиться очередной идеей.
Сергей Иванович просит друга освободиться от прожектов, к которым Циолковский «прикован, как раб к галере». Константин Эдуардович, стремясь доказать жизнеспособность своих планов, устраивает для Панина демонстрационный полёт крошечного летательного аппарата. Тот действительно взмывает в воздух, однако эксперимент заканчивается возгоранием повозки, едущей по городу. Циолковского задерживает полиция.
Основное действие заканчивается в 1903 году. Далее создатели фильма фрагментарно повествуют о важнейших вехах в жизни Циолковского, упоминая, что его книги станут библиографической редкостью, а формула, которую он записывает, будет носить его имя. Учёный ещё не знает, что ему предстоит пережить сына Ивана и дочь Анну.

## В ролях
| Актёр              | Роль                                                    |
| ------------------ | ------------------------------------------------------- |
| Евгений Евтушенко  | Константин Эдуардович Циолковский                       |
| Лариса Кадочникова | Варвара Евграфовна жена Циолковского                    |
| Альберт Филозов    | Панин аптекарь, друг Циолковского                       |
| Елена Финогеева    | Люба дочь Циолковского                                  |
| Кирилл Арбузов     | Игнатий сын Циолковского                                |
| Вадим Александров  | портной удак, стремящийся летать на самодельных крыльях |
| Георгий Бурков     | Рокотов купец                                           |
| Ион Унгуряну       | священник                                               |
| Владимир Седов     | Евграф Николаевич                                       |

| Актёр              | Роль                                 |
| ------------------ | ------------------------------------ |
| Владимир Эренберг  | Лебедев попечитель учебных заведений |
| Ольга Барнет       | жена попечителя                      |
| Сергей Насибов     | Дмитрий Лебедев                      |
| Константин Забелин | почтальон                            |
| Анатолий Соловьёв  | Бетлинг                              |
| Олег Фёдоров       | жандармский офицер                   |
| Марина Яковлева    | Таня                                 |
| Амаяк Акопян       | шофёр Рокотова                       |
| Сергей Бондарчук   | текст от автора                      |

## Съёмочная группа
- Савва Кулиш — режиссёр
- Олег Осетинский — автор сценария
- Владимир Климов — оператор
- Олег Каравайчук — композитор
- Александр Иншаков — работа с каскадёрами
- Владимир Аронин, Татьяна Вадецкая — художники
- Роза Рогаткина — монтаж

## Из истории создания
Как вспоминал Евгений Евтушенко, во время работы над фильмом он стремился оживить образ Циолковского, сделать его более земным. По предложению поэта были сняты сцены, где учёный играет в карты и навещает женщину лёгкого поведения. Однако Кулиш отказался от этих эпизодов, заметив, что в такой трактовке образа Циолковского есть «что-то чапаевское».
К работе над картиной был привлечён артист цирка Амаяк Акопян, которому режиссёр предложил поставить несколько трюков. Один из них был связан с созданием примитивного электромагнитного поля, другой — с полётом чёрта на тряпичном шаре. Кроме того, иллюзионист сыграл в фильме роль француза Жоржа, ездившего на «Фиате» 1900 года выпуска. Раритетный клубный автомобиль был доставлен для съёмок (они проходили в Калуге) из Прибалтики.

## Отзывы и рецензии
Современники, оценивавшие «Взлёт» непосредственно после выхода, отнеслись к ленте достаточно прохладно. Так, журналисту Ярославу Голованову, занимавшемуся космической тематикой, картина не понравилась. По его мнению, Циолковский, который в жизни был человеком немногословным, в фильме слишком много разговаривает. Фальшивой показалась журналисту и сцена ареста дочери, во время которой учёный продолжал думать о перелётах в иные миры. Такое поведение не усложняет образ, а делает его примитивнее, отметил Голованов.
Правнук Циолковского Сергей Самбуров также убеждён, что образ Константина Эдуардовича в картине сильно искажён: «Он был крайне увлечён разработкой своей теории космических путешествий. Но при этом был вполне адекватен».
Один из его фильмов называется "Взлёт".  Тема не случайна: непризнанный гений, по тогдашним понятиям утопист, в плену своего одиночества. Савва Кулиш <…> тяготел к большим замыслам и масштабам, не всегда соизмеряя их с реальностью.
Наиболее жёсткий отклик последовал от писателя Юрия Нагибина: в опубликованных дневниках он характеризует ленту как «скучную и бездарную».
Спустя десятилетия отношение к «Взлёту» начало меняться. К примеру, прозаик Игорь Кецельман («Октябрь») увидел в фильме не просто героя-мечтателя, но прежде всего человека. Одновременно автор отметил, что «Савва Кулиш смог рассказать лишь то, что было дозволено». Игорь Михайлов («Юность») назвал исполнение Евгением Евтушенко роли Циолковского «почти эталонным».

## Награда
По свидетельству Андрея Кончаловского, в 1979 году, когда режиссёр входил в состав жюри Московского кинофестиваля, председатель Госкино СССР Филипп Ермаш настаивал на том, чтобы фильм «Взлёт» получил премию. Однако Кончаловский проголосовал за картину «Кинолюбитель», которая в итоге и стала лауреатом.
Лента Саввы Кулиша была удостоена Серебряной премии.